# Biskupia Górka

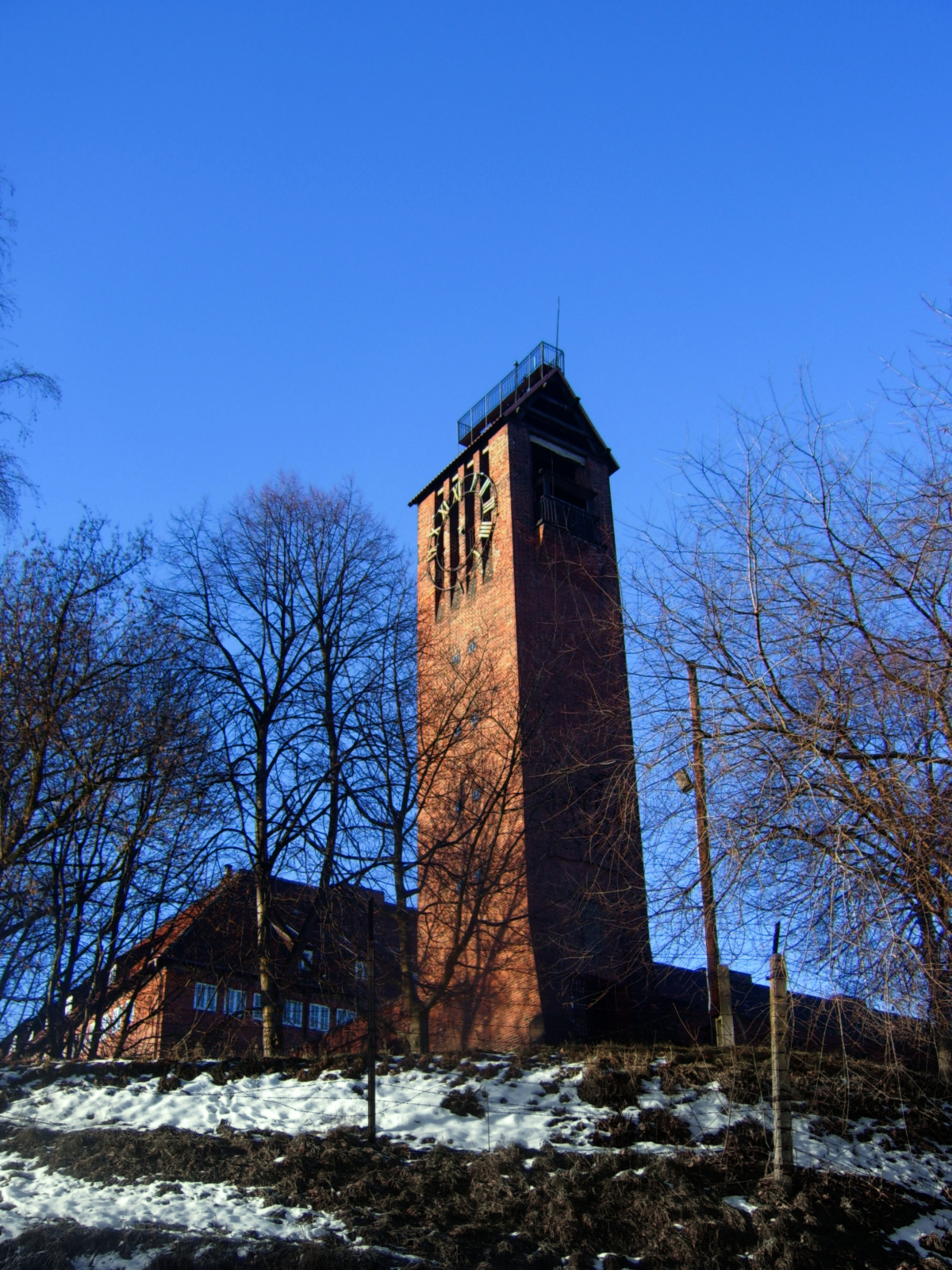
Biskupia Górka.

Biskupia Górka (tyska Stolzenberg, även Bischofshügel) är en kulle och ett distrikt i närheten av Gdańsk i Polen. Biskupia Górka har genom historien haft en viktig strategisk betydelse.

## Historia
Vid Biskupia Górka avrättades den 4 juli 1946 elva personer som dömts till döden för krigsförbrytelser och brott mot mänskligheten i koncentrationslägret Stutthof. Jämte kommendanten Johann Pauls hängdes fem kvinnliga lägervakter, Jenny Wanda Barkmann, Elisabeth Becker, Wanda Klaff, Ewa Paradies och Gerda Steinhoff samt fem manliga lägerfunktionärer, Józef Reiter, Wacław Kozłowski, Franciszek Szopiński, Jan Breit och Tadeus Kopczyński. Avrättningarna ägde rum inför tusentals åskådare och de dömda anlände sittande på stora lastbilsflak som körts fram till galgarna. Deras händer bakbands samt deras fötter. En fotograf som bevittnade avrättningen tog flera bilder av fångarna. Varje fånge hade en egen skarprättare som lade snaran runt den dömdes hals. Sedan rullade bilarna bort från galgen och hängningen var ett faktum.